# Rurópolis
Rurópolis is een gemeente in de Braziliaanse deelstaat Pará. De gemeente telt 46.804 inwoners (schatting 2015).

## Aangrenzende gemeenten
De gemeente grenst aan Altamira, Aveiro, Belterra, Itaituba en Placas.